# Mega bikers susreti
Mega Bikers susreti u Slavonskom Brodu su najveća manifestacija u Slavoniji.
Susreti se održavaju tradicionalno od 2004. godine u organizaciji Moto kluba Brod. Prvi Moto susreti održani su od 14. do 16. svibnja 2004. godine, a tradicija se nastavila sve do danas. Motorijada se odvija na nekoliko lokacija diljem grada tijekom petka, subote i nedjelje. 

## Raspored održavanja
Petak
Prvi sudionici Moto susreta stižu već u petak ujutro kako bi zauzeli mjesto i postavili svoj kamp. Godine 2017. i 2019. petak je bio rezerviran i za stunt show na kojem su brodskoj publici akrobacije na motorima pokazali poznati stunt majstori poput Dejana Špoljarića, Matije Podharškog, Hrvoje Kostelca i K-TEAM iz Mađarske. Stunt show je u organizaciji Matije Blaževca, također stunt vozača, i Motokluba Nightmares. Program se nastavlja na Poloju s rock koncertima na kojemu kao i subotom uz neafirmirane sastave nastupi i nekoliko jačih iz Hrvatske i regije.
Subota
Subota je rezervirana za utrku ubrzanja koja se odvija na Zapadnoj veznoj cesti i to je utrka za prvenstvo Hrvatske. Ova je utrka ujedno i jedna od najposjećenijih utrka ubrzanja na ovim prostorima, a trkači razvijaju izlazne brzine i do 300 km/h. Nakon utrka ubrzanja slijedi tradicionalni defile tisuće motorista kroz grad. Povratkom na Poloj održe se još neka natjecanja poput povlačenja konopca i utrke sporosti. Kao i petkom program se nastavlja na Poloju s rock koncertima i dobrom zabavom sve do jutarnjih sati.

## Značaj
Mega bikers susreti su od prvog održavanja 2004. godine pa do sada prerasli u najveću manifestaciju u Slavoniji. Na Mega bikers susretima u Slavonskom Brodu su kroz godine održavanja nastupili mnogi poznati bendovi i pojedinci poput: Zabranjeno pušenje, Edo Maajka, Let 3, Parni valjak, Psihomodo pop, Thompson, Divlje jagode, Crvena jabuka,  Brkovi, Hladno pivo, Opća opasnost, TBF, Majke, S.A.R.S. Alen Islamović, Atomsko sklonište i dr.
Na 6. izdanju susreta pred više od 5000 motorista i oko 20 tisuća posjetitelja nastupio je i legendarni engleski rock sastav Uriah Heep.
Koliko je Mega bikers susretima narasla popularnost govori i sudjelovanje motorista ne samo iz Hrvatske i regije, nego i motorista iz čitave Europe (Velike Britanije, Njemačke, Italije, Švicarske, Rusije, Slovačke, Mađarske, Austrije i ostalih zemalja).

## Vanjske poveznice
- 16. MEGA BIKERS SUSRETI U SLAVONSKOM BRODU  Arhivirana inačica izvorne stranice od 27. veljače 2021. (Wayback Machine) Pristupljeno 13. studenog 2020.
- Novo izdanje Mega bikers susreta: Zabava je zajamčena Pristupljeno 13. studenog 2020.
- Sve je spremno za Stunt show SB u subotu u Slavonskom Brodu Pristupljeno 13. studenog 2020.
- Uriah Heep u Slavonskom Brodu Pristupljeno 13. studenog 2020.